# Haminoea orteai
Haminoea orteai é uma espécie de molusco pertencente à família Haminoeidae.
A autoridade científica da espécie é Talavera, Murillo & Templado, tendo sido descrita no ano de 1987.
Trata-se de uma espécie presente no território português, incluindo a zona económica exclusiva.